# Державна виборча комісія Хорватії
Державна виборча комісія Республіки Хорватія (хорв. Državno izborno povjerenstvo Republike Hrvatske) — постійний та незалежний державний орган, який виконує завдання у межах свого кола повноважень відповідно до Закону про Державну виборчу комісію та законів, що регулюють вибори депутатів парламенту Хорватії, вибори Президента Республіки Хорватія, обрання членів представницьких органів місцевого і територіального (регіонального) самоврядування, вибори голів громад, мерів Загреба та мерів інших міст, обрання депутатів місцевих рад і членів рад національних меншин і представників нацменшин в одиницях місцевого і територіального (регіонального) самоврядування та проведення загальнодержавного, місцевого і дорадчого референдумів. Крім того, до компетенції ДВК РХ входить ведення нагляду за фінансуванням політичної діяльності, виборчих кампаній та референдумів.

## Історія
Комісію засновано Законом про Державну виборчу комісію Республіки Хорватія, який парламент Хорватії ухвалив на своєму засіданні 31 березня 2006 р., а Президент Хорватії підписав 4 квітня 2006 р.

## Склад Державної виборчої комісії
Державна виборча комісія Республіки Хорватія складається з голови, чотирьох заступників голови та чотирьох членів. Головою Державної виборчої комісії є голова Верховного суду Республіки Хорватія. Двох заступників голови обирають на пленарному засіданні Верховного суду з числа суддів цього суду на пропозицію голови Верховного суду. Двох інших заступників голови і членів Державної виборчої комісії обирає парламент Хорватії більшістю голосів усіх депутатів таким чином, що один заступник і два члени обирається на пропозицію політичної партії, за якою більшість, або владної коаліції, а другого віце-голову та двох інших членів обирають на пропозицію опозиційних політичних партій чи коаліцій відповідно до партійного складу хорватського парламенту на час їхнього обрання.